# Haykavan (Armavir)
Pour l’article homonyme, voir Haykavan (Shirak).
Haykavan (en arménien Հայկավան ; jusqu'en 1946 T'apadibi) est une communauté rurale du marz d'Armavir, en Arménie. Elle compte 1 348 habitants en 2009.